# Sarax moultoni
Espèce
Synonymes
- Stygophrynus moultoni Gravely, 1915
- Catageus moultoni (Gravely, 1915)

Sarax moultoni est une espèce d'amblypyges de la famille des Charontidae.

## Distribution
Cette espèce est endémique de Kalimantan en Indonésie,. Elle se rencontre dans les monts Klingkang.

## Description
La carapace du mâle holotype mesure 5,7 mm de long sur 7,4 mm.

## Systématique et taxinomie
Cette espèce a été décrite sous le protonyme Stygophrynus moultoni par Gravely en 1915. Elle est placée dans le genre Catageus par Miranda, Giupponi, Prendini et Scharff en 2018. puis dans le genre Sarax par Miranda, Giupponi, Prendini et Scharff en 2021.

## Étymologie
Cette espèce est nommée en l'honneur de John Coney Moulton.

## Publication originale
- Gravely, 1915 : « A revision of the Oriental subfamilies of. Tarantulidae (order Pedipalpi). » Records of the Indian Museum, vol. 11, p. 433–455 (texte intégral).